# Talguenea
Talguenea é um género botânico pertencente à família Rhamnaceae.
1. ↑  «Talguenea — World Flora Online». www.worldfloraonline.org. Consultado em 19 de agosto de 2020